# Cynthia D’Aprix Sweeney
Cynthia D’Aprix Sweeney (geboren ungefähr 1960) ist eine US-amerikanische Schriftstellerin.

## Leben
Cynthia D’Aprix Sweeney wuchs in Rochester auf, besuchte ein College und lebte und arbeitete die nächsten 27 Jahren als freiberufliche Werbetexterin in New York City, wo sie in Barbès wohnte. Sie ist verheiratet und zog 2009 mit ihrem Mann, der als Redakteur (headwriter) bei The Tonight Show arbeitet, und Kindern im College-Alter nach Los Angeles. Nach der Kinderphase in der Familie absolvierte nun ein Studium in kreativem Schreiben am Bennington College und schloss dieses mit einem MFA ab. Für ihren am Bennington begonnenen ersten Roman erhielt sie einen siebenstelligen Dollar-Vorschuss des Verlags HarperCollins. Der Roman The Nest wurde im März 2016 herausgegeben und erschien im April auf Platz 3 der Bestsellerliste der New York Times. Für die Verfilmung unter der Produzentin und Regisseurin Jill Soloway schreibt sie das Drehbuch.

## Werke (Auswahl)
- The Nest. New York: HarperCollins, 2016
  - Das Nest. Übersetzung Nicolai von Schweder-Schreiner. Stuttgart : Klett-Cotta, 2016
- Country Living Easy Transformations : Kitchens. New York : Hearst Books, 2006
- Good Company. New York: HarperCollins, 2020
  - Unter Freunden. Übersetzung Nicolai von Schweder-Schreiner. Stuttgart : Klett-Cotta, 2021